# Öra
För andra betydelser, se Öra (olika betydelser).

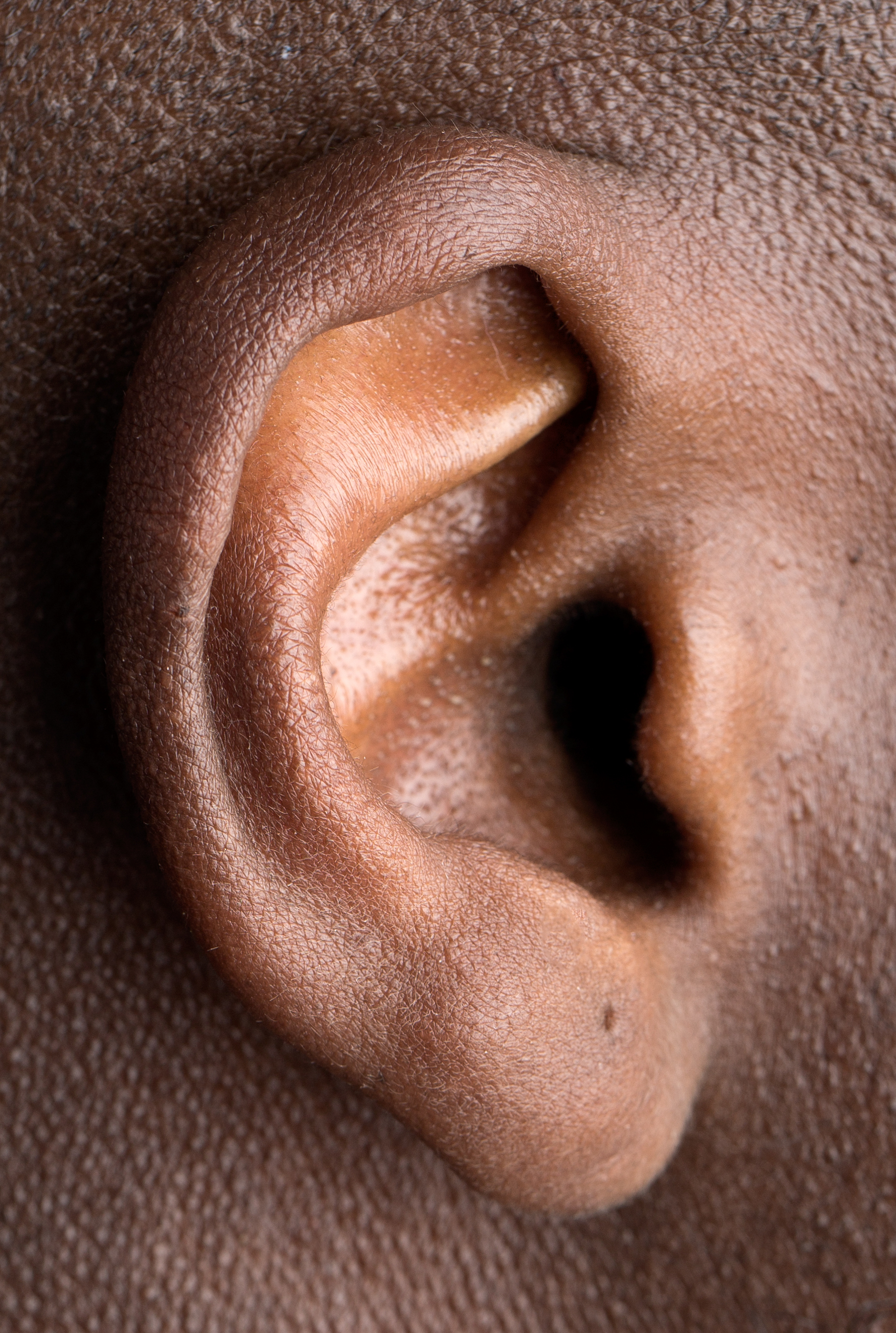
Öronmusslan (även "örat").

Öra (latin: auris) är det sinnesorgan som fångar upp och uppfattar ljud genom hörseln. Termen öra användas medicinskt om hela organet bestående av ytterörat, mellanörat och innerörat, av vilka den sista utgör kroppens hörsel- och balansorgan. I vardagligt språk används "öra" om den synliga delen av ytterörat, det vill säga öronmusslan. Människan har liksom övriga däggdjur två öron vilket underlättar positionsbestämningen av ljudet och ökar förmågan att hålla balansen.

## Människans öra – anatomi och funktion
Människans öron är inte särskilt utvecklade jämfört med många andra arter (särskilt fladdermöss), men kan uppfatta ljudvågor i luft i frekvensområdet 20 Hz till 20 000 Hz. Barn kan ha ett större hörselomfång. Ett friskt öra kan vid optimalt frekvensintervall uppfatta ljud från 0 dB och uppåt, kraftiga ljud är skadliga.

### Örats delar

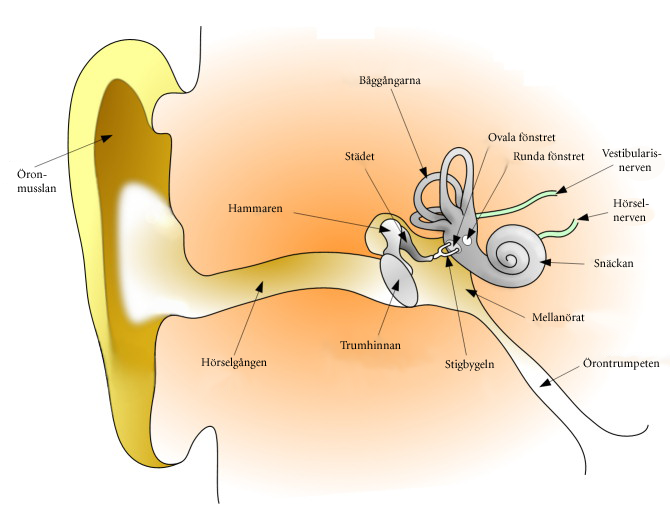
Örats delar

Örat indelas i tre partier: ytterörat, mellanörat och innerörat. Ytter- och mellanörats gemensamma funktion är att leda ljudvågor fram till innerörat som utgör kroppens hörselorgan och även dess balansorgan.

#### Ytterörat
Ytterörat består av öronmusslan (latin: pinna) och hörselgången (meatus). Avgränsningen mot mellanörat utgörs av trumhinnan, vars yttre sida kan räknas till ytterörat.
Öronmusslan (auris) består med undantag för örsnibben av brosk som försörjs med blod av det kärlrika yttre brosklagret (perikondrium) som i sin tur täcks av hud. Den mjuka örsnibbens (lobulus) inre delar består av bindväv och underhudsfett. Ytterörat slutar perifert i ett basklavsformat veck (helix) och centralt mot hörselgångsmynningen (meatus acusticus). Öronmusslans fördjupning (concha) in mot hörselgångsmynningen omges av ett halvcirkelformat veck (helix). Hörselgången täcks delvis framifrån av ett styvt veck (tragus). Öronmusslans trattliknande form samlar ljudvågorna och leder dem till hörselgången.
Hörselgången hos människa är omkring 25 mm lång, 6,5 mm bred och 9 mm hög, med stor individuell variation. Den yttre delen av hörselgången kantas av brosk medan den inre delen kantas av skelett. Hörselgångens diameter är som minst i övergången (isthmus) mellan brosk- och bendelen. Hela hörselgången täcks av ett hudlager. I den yttre broskdelen är hudlagret tjockare och inkluderar hårstrån samt talg- och vaxkörtlar. Dessa strukturer saknas i den inre delen av hörselgången där det tunna hudlagret fäster direkt mot benhinnan. Hudlagret i hörselgången rör sig långsamt utåt för att transportera ut talg och smuts. Denna naturliga process motverkas lätt vid topsning. Huden i den inre beniga delen är särskilt känslig och går lätt sönder vid petning.
Känseln i ytterörat innerveras av nervus auricularis magnus, nervus occipitalis minor, vagusnerven och nervus auriculotemporalis. Blodförsörjningen till öronmusslan går genom arteria auricularis posterior och arteriae temporales superficiales. Käkleden är belägen precis framför hörselgången.

#### Mellanörat
Mellanörats yttre begränsning utgörs av trumhinnan som indelas i en övre slappare del (pars flacida) och en nedre styvare del (pars tensa). Trumhinnans genomskinliga membran är cirka 1 cm i diameter och täcks av ett tunt hudlager på yttersidan och av mukös slemhinna på innersidan. Innanför trumhinnan ligger det luftfyllda mellanörat som förbinds med övre svalget (nasopharynx) genom örontrumpeten. Örontrumpeten är vanligen stängd, men öppnas vid bland annat sväljning och gäspning, vilket luftar mellanörat. I mellanörat finns de tre hörselbenen: hammaren (malleus), städet (incus) och stigbygeln (stapes). Hammaren sitter fast i trumhinnan och är länkad till städet som i sin tur är länkad till stigbygeln som fäster mot ovala fönstret. Mellanörats funktion är att via trumhinnan och hörselbenen överföra ljud till innerörat. Ljudet anländer till mellanörat i form av vibrationer i hörselgångens luft som i sin tur sätter trumhinnan i rörelse, vilket leder till vibrationer i hörselbenskjedjan som överförs till vätskan i hörselsnäckan via ovala fönstret. De tre hörselbenen fungerar även som en förstärkare av vibrationerna från hörselgången. På grund av trumhinnans genomskinlighet är delar av hammaren synliga för inspektion. Centralt går trumhinnan konkavt in mot umbo, varifrån hammarskaftet löper uppåt bakom trumhinnan och nära dess yttre kant bildar benets laterala process (processus lateralis) en liten utbuktning med hinnan.  I mellanörat finns även två små muskler. Tensor tympani fäster på hammarskafter och innerveras av trillingnervens (trigeminus) nedersta förgrening (V3). Stapediusmuskeln fäster på stigbygeln innerveras av ansiktsnerven (facialis). Ansiktsnerven passerar dessutom genom mellanörat på sin väg ut genom kraniet. Invid mellanörat ligger även tinningbenets luftfyllda del, pars mastoidea.

#### Innerörat
Innerörat består av benlabyrinten och hinnlabyrinten. Dess strukturer utgör kroppens hörsel- och balansorgan. Till benlabyrintens strukturer räknas vestibulum, båggångarna, hörselsnäckan (cochlea) och akvedukterna. Till hinnlabyrinten räknas sacculus, utriculus och båggångarnas membranösa delar.

## Sjukdomar i örat
De vanligaste sjukdomarna i örat är inflammationer orsakade av bakterier eller virus. Andra sjukdomar på hörselorganen innefattar bland annat olika typer av hörselnedsättning (däribland tinnitus) och hörselnervscancer.

### Öroninflammation
Huvudartikel: Öroninflammation
Öroninflammation orsakas av bakterier eller virus och utvecklas ofta i samband med en förkylning. Det bildas då en inflammation i mellanörat, oftast med var. Öroninflammation är ett samlat namn som innefattar många undergrupper med olika symtom och besvär där akut varig öroninflammation och öronkatarr är vanligast. Öronkatarr skiljer sig på det viset att det inte bildas något var vid inflammationen utan en vätska som ansamlas i mellanörat. Öronkatarr behöver sällan behandling och är vanligt när barn är förkylda. 
Vid en förkylning gör viruset det svårare för slemhinnorna i näsa och öron att försvara sig mot inkommande bakterier, om bakterierna lyckas föröka sig bildas ofta en akut öroninflammation med var. Man kan se på trumhinnan om man har öroninflammation då de blir röd och svullen och bakom trumhinnan bildas det även var. Svullnaden och trycket i innerörat gör att kraftig smärta uppstår. Om trumhinnan skulle spricka på grund av trycket i innerörat försvinner oftast smärtan, och var rinner ut i örat.

### Vaxpropp
I yttre delen av hörselgången sitter det körtlar som producerar öronvax. När vaxet rinner ut tar det med sig skräp som har ansamlats i örat; på detta sätter renar vaxet örat från bakterier och andra ämnen. Vid kontakt med vatten kan vaxet dock bli extra segt och detta kan leda till så kallade vaxproppar. Symtom på en vaxpropp är i många fall att det bildas ett tillfälligt lock i örat eller att hörseln försämras.

### Extern otit (hörselgångsinflammation)
Huvudartikel: Extern otit
Extern otit eller hörselgångsinflammation som det också heter drabbar yttre hörselgången. Hörselgångshuden är extremt tunn och vid infektioner av bakterier kan eksem och svamp uppstå. Om eksemen eller svampen svullnar upp uppstår extern otit. Symtomen varierar, men förknippas ofta med irritation, klåda och värmekänsla från örat. Om inflammationen har blivit värre kan man även känna en stark smärta om man ligger ned på örat eller tuggar.

### Ménières sjukdom
Huvudartikel: Ménières sjukdom
Ménières sjukdom drabbar innerörat och orsaken är ännu inte klarlagd. Ménières är en kronisk sjukdom som även till viss del är ärftlig. Symtom kommer som attacker som kan sitta i mellan en halvtimme till ett par timmar. Under attacken upplever man symtom som kraftig yrsel och illamående. Under en längre tid med sjukdomen kan permanenta hörselnedsättningar samt tinnitusbesvär uppstå.

### Tinnitus
Huvudartikel: Tinnitus
Tinnitus är inte en sjukdom på det sättet utan ett symptom som man har. Vid höga ljudnivåer eller kraftiga bullernivåer blir ljudvågorna som färdas in i innerörat för kraftiga och hinnsnäckans sinnesceller försämrar sin förmåga att registrera ljudvågorna och hörselförmågan försämras tillfälligt. Vid återkommande störningar av kraftiga ljud på sinnescellerna i hinnsnäckan kan permanenta skador uppstå, vilket i sin tur kan leda till tinnitus.
Det finns inte något botemedel mot tinnitus, men det finns behandlingar för att lära sig att leva med ljudet eller bullret. 
Man kan dela in tinnitus i olika grupper, det finns så kallad subjektiv tinnitus då man bara hör ljuden själv och objektiv tinnitus som även kan höras av andra. Objektiv tinnitus är dock extremt ovanligt men förekommer.

## Öra hos andra djurarter
Den för människan givna beskrivningen gäller i princip för däggdjuren i allmänhet, men för ytterörat finns mycket stora variationer. De flesta däggdjur har rörliga ytteröron, ofta med invecklad skulptur. Förutom sin ursprungliga uppgift som ”ljuduppsamlare” har ytteröronen fått andra uppgifter; de ingår i djurens kommunikationssystem och kan förmedla information om bärarens sinnesstämning – den retade hunden stryker t. ex. öronen bakåt. Öronen hos t. ex. elefanter kan genom sin rikedom på blodkärl tjäna som kylande organ.
Hos de övriga ryggradsdjuren har hörsel- och balansorganen samma grundstruktur, dock finns bara ett hörselben, och innerörats hörseldel är ej snäckformad, och motsvaras hos t. ex. fiskarna av en ganska enkel utbuktning. Ormarna saknar mellanöra och hörselben och saknar egentlig hörsel; de kan emellertid uppfatta vibrationer i marken. Bland de ryggradslösa djuren är jämviktsorgan vida spridda, medan regelrätta hörselorgan är förbehållna insekterna. De s. k. tympanalorganen som finns hos många insekter består av sinnesceller som är i kontakt med trumhinna och trumhåla, vilken i sin tur är kontakt med omvärlden via trakésystemet.
Hos vårtbitarna har hörselorganen stor social betydelse eftersom djuren kommunicerar med ljud, ofta av hög frekvens. Andra insekter, t. ex. vissa fjärilar med nattliga vanor, använder sin fina hörsel för att upptäcka fladdermöss – när den hör den annalkande fladdermusens ultraljud kan den flyga undan eller låta sig falla rakt ned för att undfly faran.

## Bilder

Mänskligt öra.
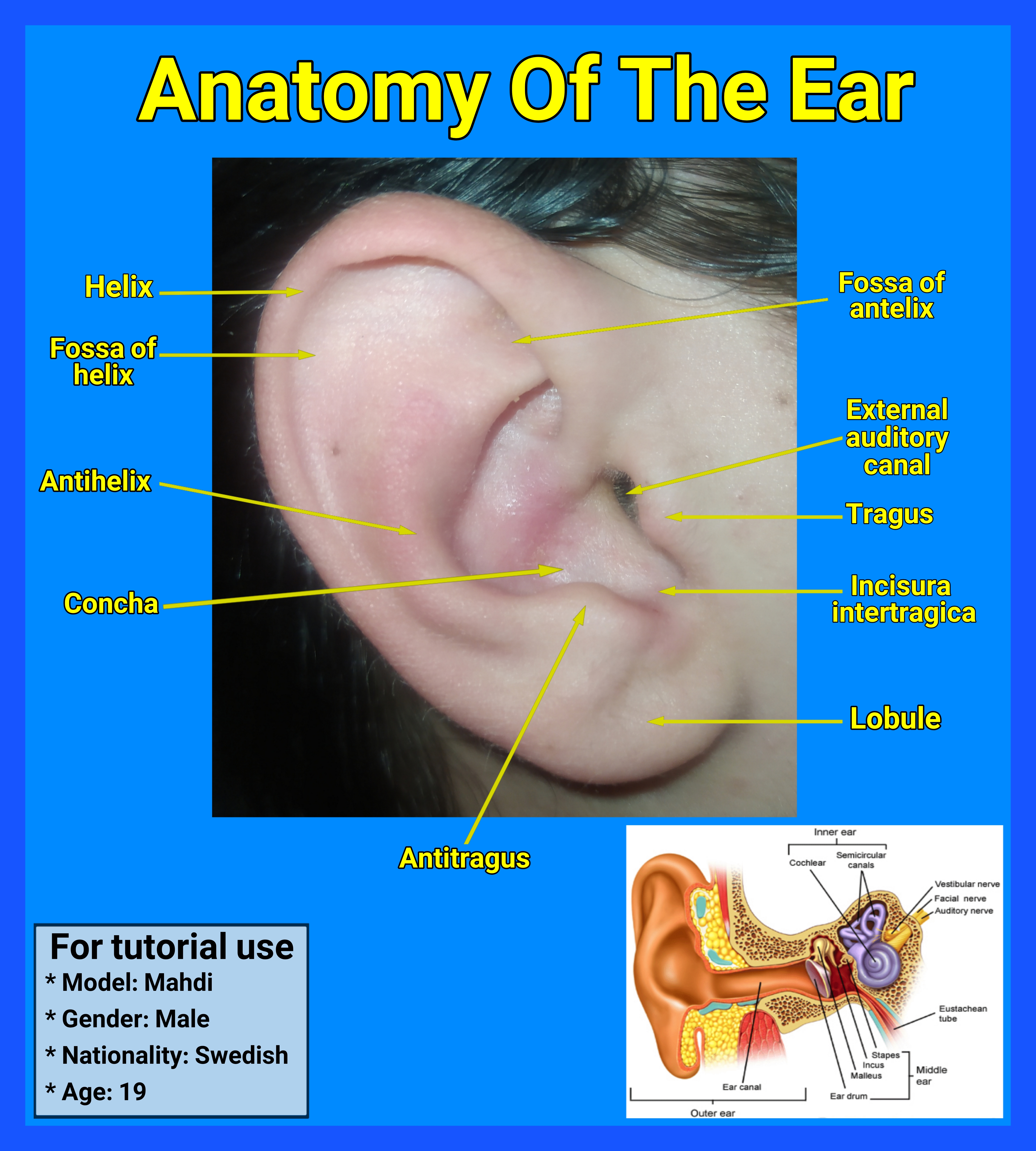
Det mänskliga ytterörats anatomi.